# ماهی سیم‌نما

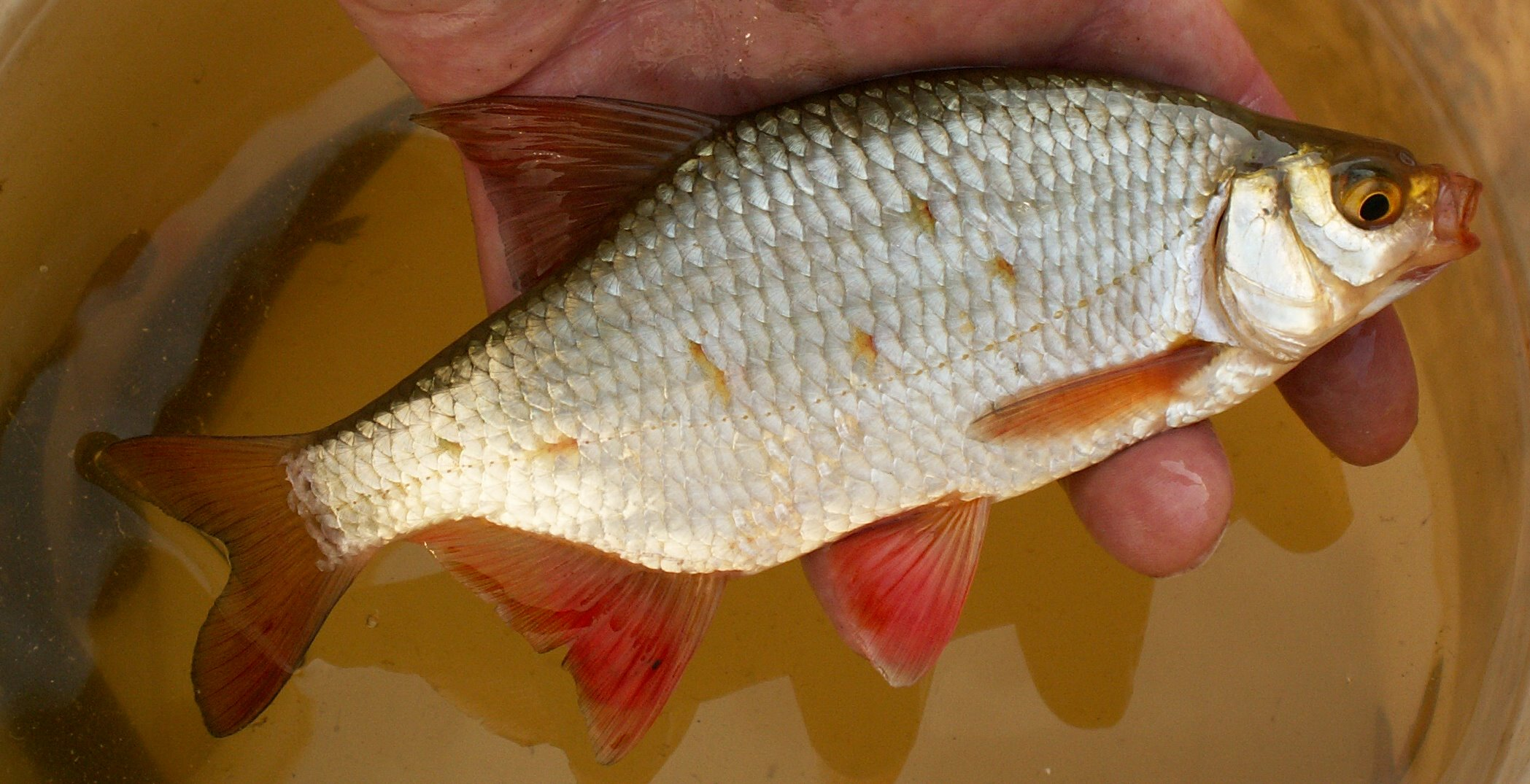
ماهی سیم‌نما

ماهی سیم‌نما یا سیم‌پرک با نام علمی Blicca bjoerkna (Linnaeus, 1758) از خانواده کپورماهیان است.
این ماهی از خانواده کپورماهیان بوده و در نتیجه دارای دندان‌های حلقی است که فرمول آن ۵٫۳–۳٫۵ یا ۵٫۲–۲٫۵ است. کیل ساده شکمی و چشم‌های درشتی دارد. تفاوت آن با ماهی سیم این است که باله پشتی آن تقریباً کوچکتر است. زیستگاه آن حوزه جنوبی دریای خزر است. حداکثر طول در این ماهی ۲۵ (میانگین ۱۰) سانتی‌متر و حداکثر وزن آن ۱۰۰ (میانگین ۱۴) گرم است. بدنی بلند، پهن و از دو پهلو فشرده دارد. طول بدن در آن سه برابر ارتفاع است. دهان نیمه تحتانی دارد. شکم بعد از باله لگنی کیل دارد و کیل فاقد فلس است. باله مخرجی آن نیز کوتاه‌تر از ماهی سیم است (۲۲–۱۷ شعاع نرم دارد). باله‌های زوج قرمز و در انتها خاکستری هستند. قطر چشم بزرگ‌تر یا مساوی طول پوزه‌است.
از پلانکتون‌ها، کرم‌ها، سخت‌پوستان ریز، نوزاد حشرات و نرم‌تنان و گاهی گیاهان آبزی تغذیه می‌کند. ماهی سیم‌نما کند رشد است و بهترین محل برای رشد آن، در کناره آب‌های گرم و کم عمق پوشیده از گیاهان آبزی و رودخانه‌هایی با جریان کند است. با شروع فصل سرما، برای گذراندن دوره آرامش زمستانی، به عمق آب می‌روند. زمان تخم‌ریزی ماه‌های اردیبهشت تا تیر است. در این هنگام ماهیان نر با تن‌پوش عروسی به همراه ماهیان ماده آماده تخم‌ریزی، به صورت گروهی وارد نقاط وسیع وکم عمق شده و در شب تخم‌ریزی می‌کنند. تخم‌ها چسبناک و به رنگ زرد روشن بوده، به گیاهان آبزی در محل تخم‌ریزی می‌چسبند. تخم‌ریزی در سه نوبت و در چند روز انجام می‌گیرد. تعداد تخم‌ها ۱۷ تا ۱۰۹ هزار عدد بوده و دارای قطری حدود ۲ میلی‌متر هستند. (در دلتای رودخانه ولگا) لارو این ماهی پس از جذب کیسه زرده به شکار پلانکتون‌ها در نزدیکی سواحل می‌پردازد. هنگامی که سن و طول ماهیان سیم‌نما به ۳–۵ سال و ۱۰–۱۲ سانتی‌متر رسید، بالغ می‌شوند.
این ماهی رقیب غذایی ماهی سیم و مارماهی است. گوشت ماهی سیم‌نما به علت تیغ‌های فراوان چندان اهمیتی ندارد اما از نظر صید ورزشی مورد توجه است.
این ماهی پرتوباله است و به راستهٔ کپورماهی‌شکلان تعلق دارد.
این نوع ماهی در شمال ایران از جمله در تالاب امیرکلایه زندگی می‌کند.